# 三村起一
三村 起一（みむら きいち、1887年8月15日 - 1972年1月28日）は、日本の実業家。住友鉱業（現住友金属鉱山）初代社長、石油開発公団初代総裁などを歴任。

## 来歴・人物
東京・銀座尾張町出身。実父の山口慎、養父の三村直ともに旧信濃上田藩士。第一高等学校を経て、1914年（大正3年）、東京帝国大学法科大学独法科を卒業し、同年に大阪の住友総本店に入社する。住友伸銅所勤務を経て、1919年（大正8年）～1921年（大正10年）欧米出張。1931年（昭和6年）住友伸銅鋼管取締役、1932年（昭和7年）住友別子鉱山常務、専務を経て、1941年（昭和16年）住友鉱業（現住友金属鉱山）初代社長兼住友本社理事。この間、住友機械製作（現住友重機械工業）、大日本産業報国会理事などの役員を兼務。
1946年（昭和21年）公職追放前に住友系その他の役職一切を辞任。同年鴨川加工、1953年（昭和28年）日本冶金工業各社長に就任。
1955年（昭和30年）石油資源開発初代社長。以降北スマトラ石油開発協力初代会長、石油鉱業連盟会長、1967年（昭和42年）10月石油開発公団（のちの石油公団）初代総裁を歴任。
また産業災害防止対策審議会会長、中央労働災害防止協会会長、日経連理事、経団連常任理事などを務めた。労務管理、工場安全運動などの草分け的存在で、著書に「住友工場協議会十年の足跡」がある。